# جوزفين كراول كوين
جوزفين كراولي كوين (مواليد 1 يناير 1952)، هي مؤرخة وعالمة آثار بريطانية، تخصص في التاريخ اليوناني والروماني والفينيقي. كوين تعمل أستاذة التاريخ القديم في كلية الكلاسيكيات وزميل مارتن فريدريكسن ومدرسة في التاريخ القديم في كلية ورسستر ، جامعة أكسفورد.

## من مؤلفاتها المترجمة الى العربية
- كتاب: الفينيقيون اختراع أمة.[2]